# Leah Purcell
Leah Maree Purcell (nascuda el 14 d'agost de 1970) és una aborigen australiana actriu teatral i cinematogràfica, dramaturga, directora de cinema, i novel·lista. Va fer el seu debut cinematogràfic l'any 1999, apareixent a Somewhere in the Darkness de Paul Fenech, la qual cosa va donar lloc a papers en pel·lícules, com ara Lantana (2001), Somersault (2004), The Proposition (2005) i Jindabyne (2006).
El 2014, Purcell va escriure i protagonitzar l'obra The Drover's Wife, basada en la història original de Henry Lawson. El 2019, va escriure la novel·la més venuda, "The Drover's Wife: The Legend of Molly Johnson", que va ser adaptada per a la pantalla quan Purcell va fer el seu debut com a directora a l'aclamada pel·lícula homònima el 2022, per a la qual també havia escrit, produït i protagonitzat com a personatge titular. Pel seu treball, ha guanyat diversos premis, com ara un Premi Helpmann, Premi AACTA i Gran Premi del Jurat dels Asia Pacific Screen Awards.
Purcell destaca pels seus papers en diverses sèries de drama de televisió, com ara Police Rescue (1996), Fallen Angels (1997),  Redfern Now  (2012–2013), que li va valer un premi AACTA,  Janet King  (2016), i potser el seu paper de televisió més reconegut, el de Rita Connors a la sèrie dramàtica de la presó de Foxtel,  Wentworth (2018-2021).

## Primera vida i educació
Leah Purcell va néixer el 14 d'agost de 1970 a Murgon, Queensland, i era la més jove de set fills d'ascendència aborigen (koa - gunggari - Wakka Murri) i australiana blanca. El seu pare era carnisser i entrenador de boxa.
Després d'una adolescència difícil, tenint cura de la seva mare malalta, Florence, que va morir mentre Leah era al final de l'adolescència, així com de problemes amb l'alcohol i la maternitat adolescent, Leah va deixar Murgon i es va traslladar a Brisbane i es va involucrar amb el teatre comunitari.

## Carrera
El 1996 es va traslladar a Sydney per convertir-se en presentadora d'una emissora de vídeos musicals de televisió per cable, RED Music Channel. Va ser seguit per papers d'actuació a la sèrie ABC Television Police Rescue i Fallen Angels.
Juntament amb Scott Rankin va coescriure i actuar en una obra anomenada Box the Pony, que es va interpretar al Belvoir Street Theatre de Sydney, el Sydney Opera House, el Festival d'Edimburg de 1999 i el 2000 al Barbican Theatre de Londres. Després va escriure i dirigir la pel·lícula documental Black Chicks Talking, que va guanyar un Premi Inside Film el 2002. Va aparèixer com a Claudia a la pel·lícula australiana  Lantana pel qual va ser nominada a Millor actriu secundària del Film Critics Circle of Australia, amb seu a Sydney; va perdre contra Daniela Farinacci. Va aparèixer a l'escenari a The Vagina Monologues. Va aparèixer en tres pel·lícules del 2004, Somersault, The Proposició i Jindabyne, a més d'interpretar el paper de Condoleezza Rice a l'obra de David Hare, Stuff Happens a Sydney i Melbourne.

### Wentworth
El 2018, Purcell es va unir al repartiment de la sèrie dramàtica de Foxtel Wentworth com Rita Connors, un paper originalment interpretat per Glenda Linscott a  Prisoner. Es va anunciar que era un dels tres nous membres principals del repartiment a unir-se a la sèrie per a la seva sisena temporada, juntament amb Susie Porter i Rarriwuy Hick. Va aparèixer per primera vegada al primer episodi de la sisena temporada, emès el 19 de juny de 2018. Després de les seves aparicions a les temporades sisena i setena, l'octubre de 2018 es va anunciar que repetiria el seu paper per a la vuitena temporada, que es va estrenar el 2020.

### The Drover's Wife
Purcell va desenvolupar històries en tres mitjans diferents basades en el conte de Henry Lawson publicat el 1892, que Purcell recordava que li llegia la seva mare. Va començar a escriure la seva versió de la història al voltant 2014, donant un nom a la dona, Molly Johnson, cosa que Lawson no va fer. Les versions de Purcell se centren al voltant de Molly, que es queda sola a la seva remota granja mentre està molt embarassada i ha de tenir cura dels seus quatre fills mentre el seu marit és lluny conduint bestiar. Coneix un aborigen que fuig de la policia, anomenat Yadaka, i evoluciona un drama personal. Ella diu que "L'essència del conte de Henry Lawson i els seus temes subratllats del racisme, les violència fronterera i la violència de gènere són [a la seva història]". No obstant això, ha afegit històries de la seva pròpia família indígena i ha incorporat la seva pròpia investigació històrica extensa, que va incloure parlar amb ancians aborígens i propietaris de propietats a les muntanyes Snowy, on està ambientada la història. Ella ha dit sobre el desenvolupament de les històries:
| « | El meu ADN hi és. I he cantat sobre això. Vaig cantar l'obra, vaig cantar la novel·la, vaig cantar la pel·lícula. I en aspectes culturals tens aquest fil d'una Songline que et connecta al país, a la família, a la cultura. | » |

Va escriure i protagonitzar l'obra The Drover's Wife, representada al Belvoir el 2016. L'obra va guanyar diversos premis, inclòs el Llibre de l'Any als Premis literaris del primer ministre de Nova Gal·les del Sud, el premi victorià general de literatura al Premis literaris del primer ministre de Victòria, dos Premis Helpmann, el Major AWGIE Award i altres nombrosos premis.
Va escriure una novel·la best-seller titulada "The Drover's Wife: The Legend of Molly Johnson", publicada el 2019.
Purcell va ser actriu, guionista, directora i coproductora principal d'una adaptació cinematogràfica, també titulada  The Drover's Wife: The Legend of Molly Johnson, estrenada al South by Southwest Film Festival al març de 2021, llançat a les pantalles australianes el 5 de maig de 2022, després d'un retard de dos anys a causa de la pandèmia de COVID-19. El seu marit Bain Stewart és el productor i productor executiu principal de la pel·lícula, i Rob Collins interpreta Yadaka.

## Reconeixements, premis i honors
Purcell va rebre la Balnaves Fellowship el 2014, que li va permetre desenvolupar la seva obra, The Drover's Wife, que es representaria al Belvoir el 2016.
En els Honors de l'aniversari de la reina de 2021, Purcell va ser nomenat Membre de l'Orde d'Austràlia per "un servei important a les arts escèniques, als joves de les Primeres Nacions" i la cultura, i a les dones".
Als 14ns Asia Pacific Screen Awards celebrats el novembre de 2021, va rebre el Gran Premi del Jurat per la seva pel·lícula The Drover's Wife, "no sols per la seva singular visió escrita, dirigint, produint i protagonitzant la pel·lícula, sinó pel viatge per portar aquesta història notable, vista a través de la lent d'una dona de les Primeres Nacions a la pantalla en la seva totalitat".
Purcell ha aparegut dos cops al programa d'ABC Television Australian Story, un cop el 2002 i un altre cop el juny de 2022.
El juny de 2022, Purcell va ser homenatjada amb una estrella al Passeig de la Fama de Winton, que es va presentar durant el The Vision Splendid Outback Film Festival.

## Vida personal
La parella de Purcell és Bain Stewart, que també és el seu soci comercial a Oombarra Productions. Té una filla i dos néts. Ella creu que Stewart ha estat "un regal dels avantpassats", ja que ha estat un suport tan important per a ella en moments difícils.

## Filmografia

### Com a actriu
| Any  | Títol                                          | Paper              |
| ---- | ---------------------------------------------- | ------------------ |
| 1999 | Somewhere in the Darkness                      | Lulu               |
| 2001 | Lantana                                        | Claudia            |
| 2002 | Beginnings                                     | oficial de policia |
| 2003 | Lennie Cahill Shoots Through                   | Doctor             |
| 2004 | Somersault                                     | Diane              |
| 2005 | The Proposition                                | Queenie            |
| 2006 | Jindabyne                                      | Carmel             |
| 2014 | My Mistress                                    | Audrey             |
| 2015 | Last Cab to Darwin                             | Sonya              |
| 2022 | The Drover's Wife: The Legend of Molly Johnson | Molly Johnson      |

| Any     | Títol                          | Paper                  | Notes                                  |
| ------- | ------------------------------ | ---------------------- | -------------------------------------- |
| 1996    | G.P.                           | Lauren                 | Temporada 8 (convidada, 1 episodi)     |
| 1996    | Police Rescue                  | Constable Tracey Davis | Temporada 5 (principal, 9 episodis)    |
| 1997    | Fallen Angels                  | Sharon Walker          | Temporada 1 (principal, 20 episodis)   |
| 1998    | Water Rats                     | Sarah Lane             | Temporada 3 (convidada, 1 episodi)     |
| 2000–01 | Beastmaster                    | The Black Apparation   | Temporades 1–3 (recurrent, 5 episodis) |
| 2001    | The Lost World                 | Witch Doctor           | Temporada 2 (convidada, 1 episodi)     |
| 2002    | Bad Cop, Bad Cop               | Lorraine Simpson       | Temporada 1 (convidada, 1 episodi)     |
| 2007    | Love My Way                    | Caroline Syron         | Temporada 3 (recurrent, 3 episodis)    |
| 2007    | The Starter Wife               | Hannah Sprints         | minisèrie (recurrent, 2 episodis)      |
| 2008    | McLeod's Daughters             | Terri Barker           | Temporada 8 (convidada, 1 episodi)     |
| 2009    | My Place                       | Ellen                  | Temporada 1 (convidada, 1 episodi)     |
| 2012–13 | Redfern Now                    | Grace                  | Temporades 1–2 (principal, 2 episodis) |
| 2015    | House of Hancock               | Hilda Kickett          | minisèrie (convidada, 1 episodi)       |
| 2015    | Mary: The Making of a Princess | Toni Klan              | Telefilm                               |
| 2015–16 | Love Child                     | Daisy                  | Temporades 2–3 (recurrent, 3 episodis) |
| 2016    | Janet King                     | Heather O'Connor       | Temporada 2 (principal, 8 episodis)    |
| 2016–18 | Black Comedy                   | convidada Performer    | Temporades 2–3 (recurrent, 3 episodis) |
| 2018–21 | Wentworth                      | Rita Connors           | Temporada 6–8 (principal; 37 episodis) |
| 2021    | All My Friends Are Racist      | Justice Janelle Ray AO |                                        |
| 2022    | The Lost Flowers of Alice Hart | Twig                   | Upcoming                               |

### Altresr
| Any  | Títol                                          | Notes                                                               |
| ---- | ---------------------------------------------- | ------------------------------------------------------------------- |
| 2004 | Black Chicks Talking                           | Director; documental                                                |
| 2009 | Aunty Maggie and the Womba Wakgun              | Director; curtmetratge                                              |
| 2009 | My Place                                       | Guionista; episodi: "2008 Laura"                                    |
| 2012 | She Say                                        | Director / Writer; vídeo curt                                       |
| 2012 | Redfern Now                                    | Director; episodi: "Sweet Spot"                                     |
| 2016 | The Secret Daughter                            | Director; episodi: "Flame Trees"                                    |
| 2019 | My Life Is Murder                              | Director; episodis: "The Boyfriend Experience"; "Lividity in Lycra" |
| 2022 | The Drover's Wife: The Legend of Molly Johnson | Director, guionista i productor                                     |
| 2022 | The Twelve                                     | Guionista (2 episodis)                                              |